# Lauren Woolstencroft
Lauren Woolstencroft (ur. 24 listopada 1981 w Calgary, Kanada) – kanadyjska niepełnosprawna narciarka alpejska, ośmiokrotna mistrzyni paraolimpijska. Podczas Zimowych Igrzysk Paraolimpijskich w Vancouver zdobyła 5 złotych medali, wygrywając wszystkie konkurencje w swojej kategorii.

## Medale Igrzysk Paraolimpijskich

### 2010
- – Narciarstwo alpejskie – slalom kobiet - osoby stojące
- – Narciarstwo alpejskie – slalom gigant kobiet - osoby stojące
- – Narciarstwo alpejskie – zjazd kobiet - osoby stojące
- – Narciarstwo alpejskie – supergigant kobiet - osoby stojące
- – Narciarstwo alpejskie – superkombinacja kobiet - osoby stojące

### 2006
- – Narciarstwo alpejskie – slalom gigant kobiet - osoby stojące
- – Narciarstwo alpejskie – supergigant kobiet - osoby stojące

### 2002
- – Narciarstwo alpejskie – supergigant kobiet - osoby stojące
- – Narciarstwo alpejskie – slalom kobiet - osoby stojące
- – Narciarstwo alpejskie – slalom gigant kobiet - osoby stojące